# Egon
Egon – imię męskie, alternatywna forma imienia Egbert.
Egon imieniny obchodzi: 15 lipca, 1 września.
Osoby noszące imię Egon:
- Egon Bondy
- Egon Erwin Kisch
- Egon Franke – polski szermierz, złoty medalista olimpijski we florecie z Tokio 1964 r.
- Egon Krulisz
- Egon Naganowski – polski krytyk literacki, eseista i tłumacz literatury, głównie niemieckojęzycznej
- Egon Schiele
- Egon Włodarski

Postacie fikcyjne:
- Egon Olsen
- Egon Tiedemann (serial Dark)